# Poznańska Premiera
Poznańska Premiera – cykl teatralny, odbywający się od 1998 roku w Poznaniu. Pomysłodawcą i producentem cyklu jest poznańska agencja Gruv Art. Głównym założeniem Poznańskiej Premiery jest organizowanie poznańskich pokazów znanych spektakli produkcji krajowej.
Pierwszy spektakl, "Harry i Ja" Nigela Williamsa, w reżyserii Andrzeja Strzeleckiego, z udziałem Janusza Gajosa, Krystyny Jandy i Marka Barbasiewicza, został zaprezentowany 19 kwietnia 1998 roku w poznańskim Teatrze Muzycznym.
W latach 1998-2014 w ramach cyklu Poznańska Premiera zaprezentowano 40 spektakli. Cykl nie zatrudnia stałej obsady aktorskiej. Aktorzy, którzy wystąpili w spektaklach to m.in. Gustaw Holoubek, Zbigniew Zapasiewicz, Marek Kondrat, Joanna Szczepkowska i inni.